# Tilly Bébé

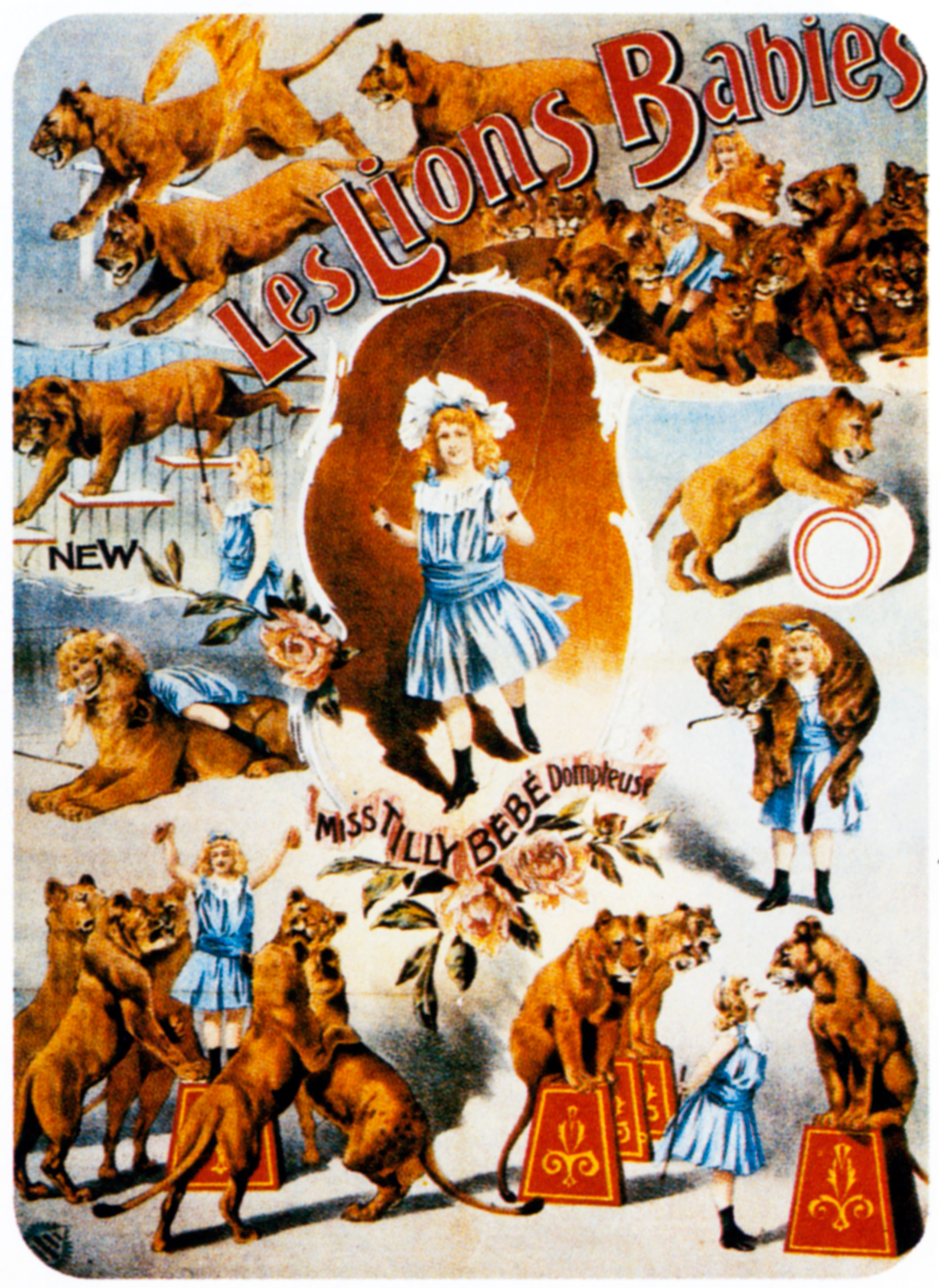
Tilly Bébé, ca 1902

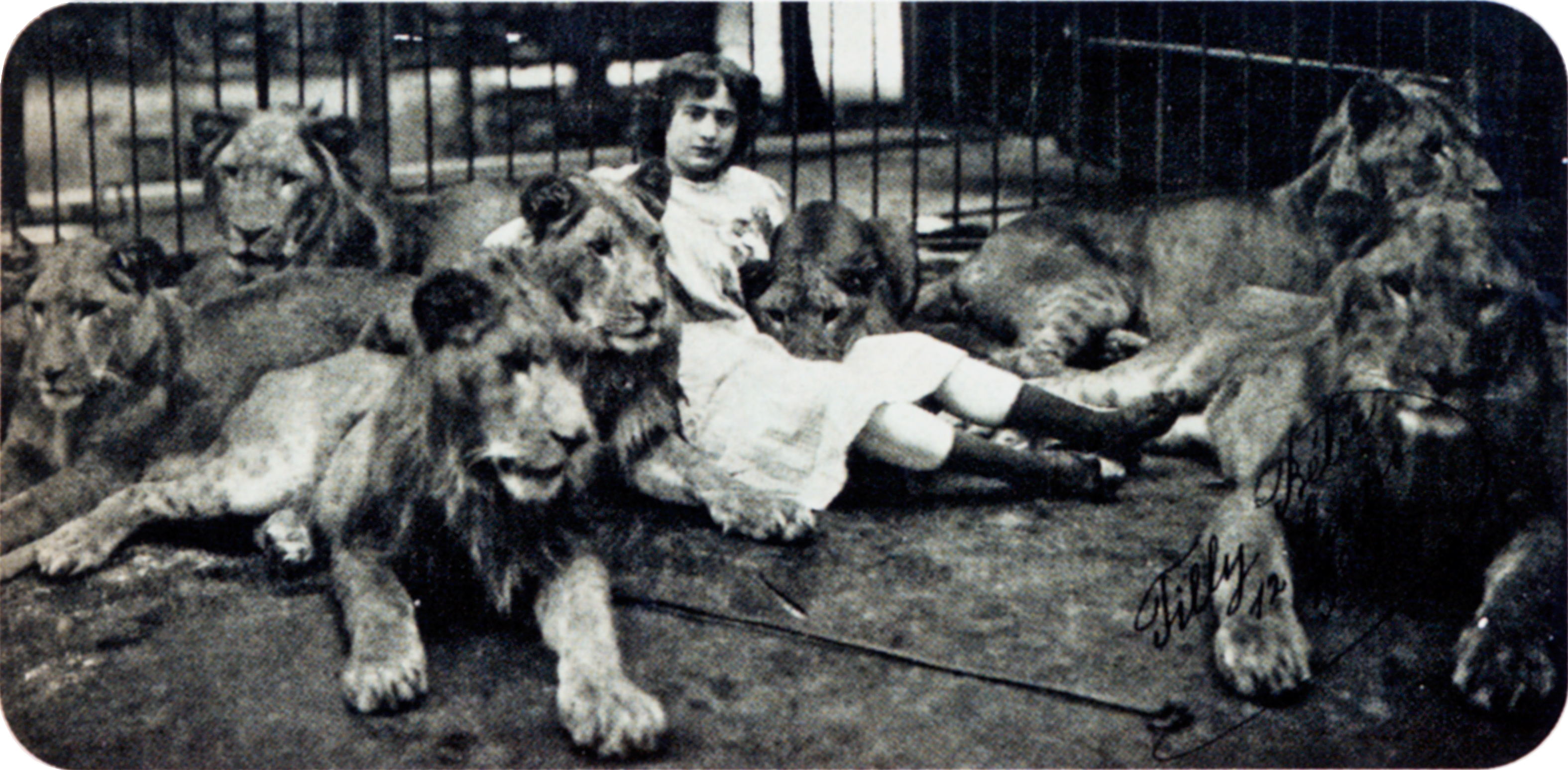
Tilly Bébé, ca 1905

Mathilde Rupp (artistnamn Tilly Bébé), född 27 mars 1879 i Perchtoldsdorf Mölding Niederösterreich, död 11 april 1932 i Wien, var en berömd österrikisk cirkusartist och djurtämjare i slutet på 1800-talet och början på 1900-talet.

## Biografi
Rupp arbetade till en början som skrivkraft vid en advokatbyrå, senare började hon vid Vivarium vid Pratern i Wien som ormskötare. Senare började hon arbeta med hyenor under ledning av djurtämjaren Falk. Under dessa föreställningar uppmärksammades hon av djurtämjaren Comtesse X som erbjöd henne arbete vid Tierpark i tyska Bonn. Här började hon arbeta med lejon och under denna tid tog hon även sitt artistnamn.
Kring 1897 turnerade Rupp med en föreställning med 12 lejon vid olika cirkusar ("Cirkus Krembser" i Köpenhamn, "Circus Henry" och "Cirkus Hagenbeck"). Vid Hagenbeck hade hon även föreställningar med isbjörnar. Efter Comtesse X död ärvde Rupp djuren och turnerade i Europa.
Rupp debuterade vid folkparken "Varieté Wintergarten" i Berlin med sin lejonföreställning i augusti 1902. Senare debuterade hon i hemlandet vid "Varieté Ronacher" i Wien, föreställningen blev en succé Huvudnumret i hennes föreställning var att stoppa huvudet i gapet på ett lejon och avsluta numret med att ensam bära ut lejonet.
1908 spelade hon in stumfilmen Tilly Bébé. Die berühmte Löwenbändigerin. 1917-1918 medverkade hon vid ytterliga 4 filmer.
Rupp dog 1932 i Wien efter längre tids sjukdom. 1987 spelade Antonia Lerch in en kortfilm om Rupps liv.